# Sterling Berberian
Sterling Khazag Berberian (Waukegan, 15 de janeiro de 1926 — Asheville, 22 de dezembro de 2022) foi um matemático estadunidense, que trabalha com análise.
Berberian estudou na Universidade Estadual de Michigan, onde obteve o bacharelado em 1948 e um mestrado em 1950, com um doutorado em 1955 na Universidade de Chicago, orientado por Irving Kaplansky, com a tese The Regular Ring of a Finite AW*-Algebra. Em 1950 foi instrutor na Universidade Fisk, em 1951 na Southern Illinois University System e em 1952/1953 na Universidade de Illinois. A partir de 1955 foi na Universidade Estadual de Michigan instrutor e professor assistente e a partir de 1957 professor assistente e mais tarde professor da Universidade de Iowa. De 1966 a 1968 foi editor do Mathematical Reviews da American Mathematical Society (AMS). Aposentou-se em 1968 e em 1991 foi professor da Universidade do Texas em Austin.

## Obras
- Baer *-Rings, Grundlehren der mathematischen Wissenschaften 195, Springer 1972
- Lectures in Functional Analysis and Operator Theory, Graduate Texts in Mathematics, Springer 1974
- A First Course in Real Analysis, Undergraduate Texts in Mathematics, Springer 1994